# Garry Gary Beers
Garry William Beers (Sídney, 22 de junio de 1957), conocido como Garry Gary Beers, es un músico australiano, popular por su trabajo como bajista de la agrupación INXS.
Conoció a Andrew Farriss y formó con él una banda llamada Dr Dolphin, la cual pasó a llamarse The Farriss Brothers en 1977. Farriss Brothers se convirtió en INXS en 1979 con Beers, Andrew Farriss, Jon Farriss, Tim Farriss, Michael Hutchence y Kirk Pengilly.
Beers ha coescrito algunas canciones reconocidas de INXS como "Listen Like Thieves", "Don't Change" y "Perfect Strangers".
Coescribió la canción "She's so Cold" junto a Scott Weiland de Stone Temple Pilots para el álbum solista de Weiland llamado "Happy" in Galoshes (2008).